# Нові Тіньгеші
Но́ві Тіньге́ші (рос. Новые Тиньгеши, чув. Çĕнĕ Тинкеш) — присілок у Чувашії Російської Федерації, у складі Старотіньгеського сільського поселення Ядринського району.
Населення — 99 осіб (2010; 116 в 2002, 151 в 1979, 235 в 1939, 232 в 1926, 172 в 1897, 118 в 1858).

## Історія
Історичні назви — околоток Новий, Нове Теньгешево. Засновано 19 століття як околоток присілка Теньгешева (Старі Тіньгеші). До 1866 року селяни мали статус державних, займались землеробством, тваринництвом, виробництвом взуття. 1930 року утворено колгосп «Культура». До 1927 року присілок входив до складу Шуматовської волості Ядринського повіту, з переходом на райони 1927 року — спочатку у складі Ядринського, у період 1939–1956 років — у складі Совєтського, після чого повернуто назад до складу Ядринського району.